# Edyth Foley
Edyth Foley (geboren 9. Oktober 1900 in Stockport; gestorben im Mai 1985 ebenda) war eine britische Motorrad-Rennfahrerin. Gemeinsam mit Marjorie Cottle und Louie McLean gewann sie 1927 bei der 9. Internationalen Sechstagefahrt die Silbervasen-Wertung.

## Leben
Edyth Foley wurde als zweitältestes Kind des Unternehmers Robert Foley und Amy Sharples geboren. Sie hatte insgesamt vier Geschwister.
Edyth Foley begann mit 18 Jahren mit dem Fahren von Motorrädern. Schnell wurde sie zu einer der besten Fahrerinnen in England und nahm an den verschiedensten Wettkämpfen teil. Erstmals Aufmerksamkeit erlangte sie dadurch, dass sie die sogenannten „Daily Dispatch“ Trophy Trail beendete.
1926 bildete sie mit Marjorie Cottle und Louie McLean eine Mannschaft für die Wertung der Silbervase bei der 8. Internationalen Sechstagefahrt. Sie wurden in dieser Wertung Dritte. Im folgenden Jahr traten die drei Frauen wieder an und gewann bei der 9. Internationalen Sechstagefahrt die Silbervasenwertung. Gemeinsam mit den anderen Frauen absolvierte sie anschließend eine 700 mi (1.126,5 km)-Werbefahrt durch Europa.
Auch in den Jahren 1928 und 1929 nahm das Frauenteam wiederholt an der Sechstagefahrt teil, konnte aber den Erfolg nicht wiederholen. 1930 startete sie zusammen mit Louie McLean und Betty Lermitte bei der 12. Internationalen Sechstagefahrt. Das Team errang den vierten Platz in der Silbervasen-Wertung. Auch in den Jahren 1931 bis 1933 nahm sie an den Six Days teil, jedoch nicht mehr in einem Nationalteam. 1934 nahm sie auf einer Zündapp an der 16. Internationalen Sechstagefahrt in Garmisch-Partenkirchen teil, schied jedoch aus.
Am  28. September 1936 heiratete sie Daniel Stafford (28. März 1910–Dezember 2000).